# Murray (Australie-Occidentale)
Pour les articles homonymes, voir Murray River et Murray.
Ne doit pas être confondu avec Murray (fleuve).
Le Murray est un fleuve du sud-ouest de l'Australie-Occidentale. Il joua un rôle important dans le développement des colonies européennes aux alentours de Perth, après l'arrivée des premiers colons britanniques dans la région de l'embouchure du Swan, en 1829.

## Géographie
Ce fleuve est l'un des rares grands cours d'eau situés à proximité immédiate de Perth qui soit dépourvu de barrage pour l'alimentation en eau. Il prend sa source dans une grande zone qui s'étend sur les régions de la Wheatbelt (région d'Australie-Occidentale où la culture du blé est prédominante) et du South-West de l'État. Il tombe en moyenne 450 mm d'eau par an au niveau de la ville de Pingelly et jusqu'à 1 300 mm/an à l'ouest, dans les zones de fortes pluies de la Darling Range, près de Dwellingup. Il coule à travers cette zone forestière avant d'arriver près de Pinjarra.
Il possède deux affluents principaux : le « Hotham » et le « Williams ». Le premier prend sa source près de Narrogin, et le second entre Williams et Narrogin. Ces deux affluents sont les principales rivières qui drainent la Wheatbelt. Un autre affluent, la Dandalup, rejoint le Murray un peu en aval de Pinjarra. Cette portion est connue sous le nom de « Murray inférieur » et n'est navigable que par des bateaux de petit gabarit.
Le fleuve s'écoule ensuite dans une plaine sablonneuse coincée entre la chaine de montagnes Darling Range et l'océan, avant de se jeter dans l'estuaire Peel-Harvey, près de Mandurah.

## Histoire

### Histoire aborigène
La région a été habitée pendant des milliers d'années par les aborigènes Noongar.

### Première exploration européenne
La première exploration européenne de cette zone a eu lieu en juillet 1829. Le groupe, mené par le Capitaine Mark Currie du HMS Challenger et accompagné du botaniste James Drummond, s'était engagé à l'intérieur des terres, au niveau de l'actuelle ville de Rockingham, avant de gravir une petite colline qui porte aujourd'hui le nom de Baldivis. Arrivés au sommet de cette colline, ils aperçurent un cours d'eau. Il s'agissait de ce qui fut appelé plus tard la rivière Serpentine (Serpentine River). Elle se trouve au nord du Murray et a été confondue un certain temps avec ce dernier qui ne fut rencontré que plus tard dans la même année.
En novembre, le Dr Alexander Collie, William Preston et l'équipage du HMS Sulphur ont conduit deux baleiniers en dehors de Cockburn Sound et le 17 novembre 1829, à midi, ils croisèrent la ville de Mandurah. Après avoir campé durant une nuit, ils naviguèrent plus au sud de l'estuaire de Peel-Harvey vers l'extrémité du delta du Harvey, où ils firent une rencontre amicale avec quelques aborigènes.
Du fait des vents violents, ils repartirent de l'estuaire, vers le nord, sans même avoir pris le temps d'explorer la rive ouest de l'estuaire, où le Murray se jetait. Ils traversèrent la barre océanique et barrèrent au sud le long des côtes jusqu'au Collie, au Preston, et à l'anse de Leschenault avant de faire demi-tour vers l'estuaire, le 28 novembre 1829. Ils y explorèrent le delta du Murray qui possédait à l'époque cinq entrées dans l'estuaire. Les navires réussirent à naviguer sur deux miles avant de retourner à Fremantle après 12 jours.
C'était en fait la première fois que le Murray était exploré par les européennes. Le fleuve fut nommé par le Gouverneur James Stirling en l'honneur de Sir George Murray, Secrétaire d'État à l'Office colonial de Londres. En l'espace de quelques mois, des colons déçus par le Swan, quittèrent ses berges pour explorer et s'établir le long du Murray.

### L'arrivée de Thomas Peel
Thomas Peel quitta la Grande-Bretagne et s'engagea, en échange d'une concession de 250 000 acres, à arriver à Fremantle avec 400 colons avant le début du mois de novembre 1829. Le terrain qui lui était promis s'étendait sur une grande partie de la rive sud du Swan, jusqu'à Cockburn Sound. Il arriva avec six semaines de retard et seulement 169 colons. L'offre fut annulée par le gouverneur Stirling, car on avait accordé les terres dans l'intervalle à d'autres colons. Peel reçut toutefois en prime une concession qui s'étendait de Woodman Point, sur la rive nord du Murray, jusqu'à l'océan au niveau du Darling Range.
Les colons de Peel qui avaient survécu arrivèrent peu après et s'installèrent tout d'abord à Clarence, avant de s'installer définitivement à Peeltown (l'actuelle Mandurah). En dépit des nombreux problèmes rencontrés par les colons, la zone fut progressivement agrandie et un village fut établi à Pinjarra, à la fin de l'année 1830. Pinjarra était la ville qui matérialisait le point au-delà duquel il n'était plus possible de naviguer sur le Murray. Il y avait également un gué naturel pour les voyageurs, à proximité du ruisseau Oakley.
Davantage de terres furent attribuées le long de la rive sud du Murray. Cependant, les villages ne pouvaient pas s'étendre plus au sud, principalement à cause des conflits de plus en plus importants avec les tribus aborigènes. Ces conflits atteignirent un point culminant avec la bataille de Pinjarra, en octobre 1834, où 40 personnes du peuple Noongar (de la tribu locale Pindjarup) furent tuées par les colons blancs. Cette bataille faisait suite à une incursion à Perth, de membres de la tribu du Murray. L'année suivante, une trêve formelle fut conclue entre les Noongars du Murray et du Swan, et les colons blancs.
Une fois installée une paix relative, l'expansion autour des villes de Pinjarra put reprendre. L'arrivée du chemin de fer entre Perth et Bunbury, en 1893, permit d'accroître le développement de cette région.
Presque aussitôt après les premières mises en cultures de la région, les colons se rendirent très rapidement compte que la région était souvent sujette à inondation. Ces importantes inondations annuelles provenaient d'une petite chute d'eau située entre le Darling Range et l'estuaire, à 40 km de là. Le problème s'est aggravé avec la déforestation excessive des collines qui facilitait l'évacuation de l'eau. Les colons décrivirent cette zone comme un immense marécage impraticable pendant plusieurs mois de l'année.
De 1900 à la fin de la Seconde Guerre mondiale, un effort concerté fut mené pour drainer les secteurs enclins aux inondations et, aujourd'hui, environ un tiers du territoire du bassin versant se trouve à moins de 100 m d'un canal, d'un petit cours d'eau ou d'une rivière.

### Sources et bibliographie
- (en) Cet article est partiellement ou en totalité issu de l’article de Wikipédia en anglais intitulé « Murray River (Western Australia) » (voir la liste des auteurs).
- (en) Brearley, Anne, Ernest Hodgkin's Swanland : estuaries and coastal lagoons of South-western Australia, Crawley, W.A., University of Western Australia Press for the Ernest Hodgkin Trust for Estuary Education and Research and National Trust of Australia (WA), 2005  (ISBN 1-920694-38-2)
- (en) Bradby, K, Peel-Harvey, Greening the Catchment Taskforce, 1997  (ISBN 0-730980-41-3)
- (en) Stannage, C.T. (ed), A New History of Western Australia - the First Western Australians, UWA Press, 1981